# D'Orangemolen
d'Orangemolen is een ronde stenen korenmolen in de Noord-Brabantse vestingstad Willemstad.

## Geschiedenis
Het molenrecht was een van de zgn. 'Heerlijke Rechten'. De heer had het recht de bouw van een molen al of niet toe te staan en het recht om de boeren uit zijn heerlijkheid te dwingen hun graan op die molen te laten malen.
In Willemstad werden de opeenvolgende windkorenmolens op last en voor rekening van de prins van Oranje gebouwd. De molen werd steeds, meestal voor zeven jaar, aan een molenaar verpacht. Omdat ook deze molen een dwang- of banmolen was, kon een behoorlijke pacht verlangd worden.
De eerste korenmolen die in Willemstad gebouwd werd was een standermolen en stond op een 'scheel kwartier', een soort half bastion, daar waar later bastion Gelderland werd aangelegd. Dat scheel kwartier werd naar de molen de 'Molenbergh' genoemd. Die molen moet dus op zijn vroegst in 1584 zijn gebouwd.
In 1589 werd de standermolen naar het bastion Utrecht verplaatst. Bij de standermolen hoorde ook een rosmolen. Op verzoek van de molenaar werd in 1591 een nieuwe molenweg aangelegd van het bastion naar de Rinck van de kerckhove.
D'Orangemolen
In 1734 werd besloten tot de bouw van een nieuwe stenen windkorenmolen. Dit naar aanleiding van klachten en waarschuwingen van de molenaar over de toestand van de standermolen. Er werd gezocht naar de beste standplaats hiervoor. Die vond men op de Oostdijk (nu Bovenkade), waartoe  twee huisjes werden aangekocht en gesloopt.
Er werd een publieke aanbesteding gehouden voor een stenen stellingmolen, waarna door de Nassau Domeinraad besloten werd de bouw van de molen niet aan de minste inschrijver te laten maar aan Pieter Janse Timmers en Hendrik Roubos, molenmakers te Rotterdam en Krimpen, voor f 8000,- en voor een extra-ordinaire beloning van f 100.
De oude standermolen bracht nog f 550,- op. Deze werd gekocht door  P.J. Timmers, die ook aannemer was van de nieuwe stenen molen te Klundert.
De bouw verliep niet naar wens. De rentmeester had 'onnoemelijke moeite' met de aannemers, die grove fouten maakten en hem zelfs thuis bedreigden. De defecten moest hij door anderen laten herstellen.
Op een gevelsteen prijkt de naam van de molen "d'Orangemolen 1734".
In 1795 werden de bezittingen van de prins van Oranje door de Bataafse Republiek in beslag genomen en beheerd door de 'Commissie tot administratie van de geabandonneerde goederen van de Vorst van Nassau'. Veel van de vroegere domeinbezittingen werden in de loop der jaren aan particulieren verkocht, waaronder ook de d'Orangemolen.
Op 10 november 1951 werd na een restauratie van de oorlogsschade de molen door molenaar B. van der Linden officieel in gebruik genomen. Kort daarna liet Van der Linden bij de molen, na afbraak van een viertal huizen, een graanpakhuis bouwen, waar ook een elektrisch maalwerk kwam te staan. De molen werd verkocht aan de heer P.C. Louwers, die er een woonbestemming aan gaf. In 1989 verkochten de erfgenamen de molen aan de huidige eigenaar/bewoner A. Bussing. Na een langdurige stilstand, zonder wieken, werd in 1999 tijdens een grote restauratie een nieuwe staart geplaatst en werden er twee nieuwe stalen roeden met een vlucht van 25 meter met Oud-Hollandse tuigage aangebracht.
In 2014 kreeg de D'Orangemolen een flinke opknapbeurt. O.a.nieuwe voorzomen en windborden, de stelling en de kruilier zijn vervangen en een complete schilderbeurt. 
In december 2020 is de molen overgedragen aan een nieuwe eigenaar. In 2020/2021 zijn de liggers van de stelling vervangen en tevens de twee korte spruiten.
De molen draait met grote regelmaat. Het Nederlandse beroep van molenaar is deel van het immaterieel cultureel erfgoed van UNESCO.